# Kineret (mošava)
Kineret (mošava) nebo Mošava Kineret - pro odlišení od sousedního stejnojmenného kibucu Kvucat Kineret - (hebrejsky כִּנֶּרֶת, anglicky Moshava Kinneret, v oficiálním seznamu sídel Kinneret (Moshava)) je vesnice typu společná osada (jišuv kehilati) v Izraeli, v Severním distriktu, v Oblastní radě Emek ha-Jarden.

## Geografie
Leží v Galileji v nadmořské výšce 158 metrů pod mořskou hladinou u jižního břehu Galilejského jezera, v oblasti s intenzivním zemědělstvím. Západně od obce se zvedá prudký terénní zlom vysočiny Ramat Porija, z něhož k jezeru stékají vádí Nachal Jachci'el a Nachal Šalem.
Vesnice se nachází cca 7 kilometrů jihojihovýchodně od města Tiberias, cca 103 kilometrů severovýchodně od centra Tel Avivu a cca 55 kilometrů východně od centra Haify. Kineret obývají Židé, přičemž osídlení v tomto regionu je ryze židovské.
Kineret je na dopravní síť napojen pomocí dálnice číslo 90, ze které tu odbočuje lokální silnice číslo 767, jež vede do svahů nad jezerem a pak skrz zemědělskou krajinu Dolní Galileji až do Kfar Tavor.

## Dějiny
Kineret (mošava) byla založena v roce 1909. Podle jiných zdrojů byla založena již roku 1908. Prvními osadníky bylo osm lidí, kteří přebývali v provizorních příbytcích poblíž pokusného hospodářství Chavat Kineret. Právě toto hospodářství odstartovalo rozvoj zemědělských židovských vesnic v této oblasti. Bylo to hospodářství Chavat Kineret, ze kterého se zrodila komuna, která založila nedaleký první kibuc Deganija. Zdejší pozemky, na kterých Mošava Kineret vyrostla, patřily Židovskému kolonizačnímu sdružení, pro kterou je vykoupil od místních Arabů Chajim Kalwarijski-Margalijot. Kvůli hospodářským potížím se tito první osadníci na místě neudrželi a po čase zde zůstal jediný rolník..

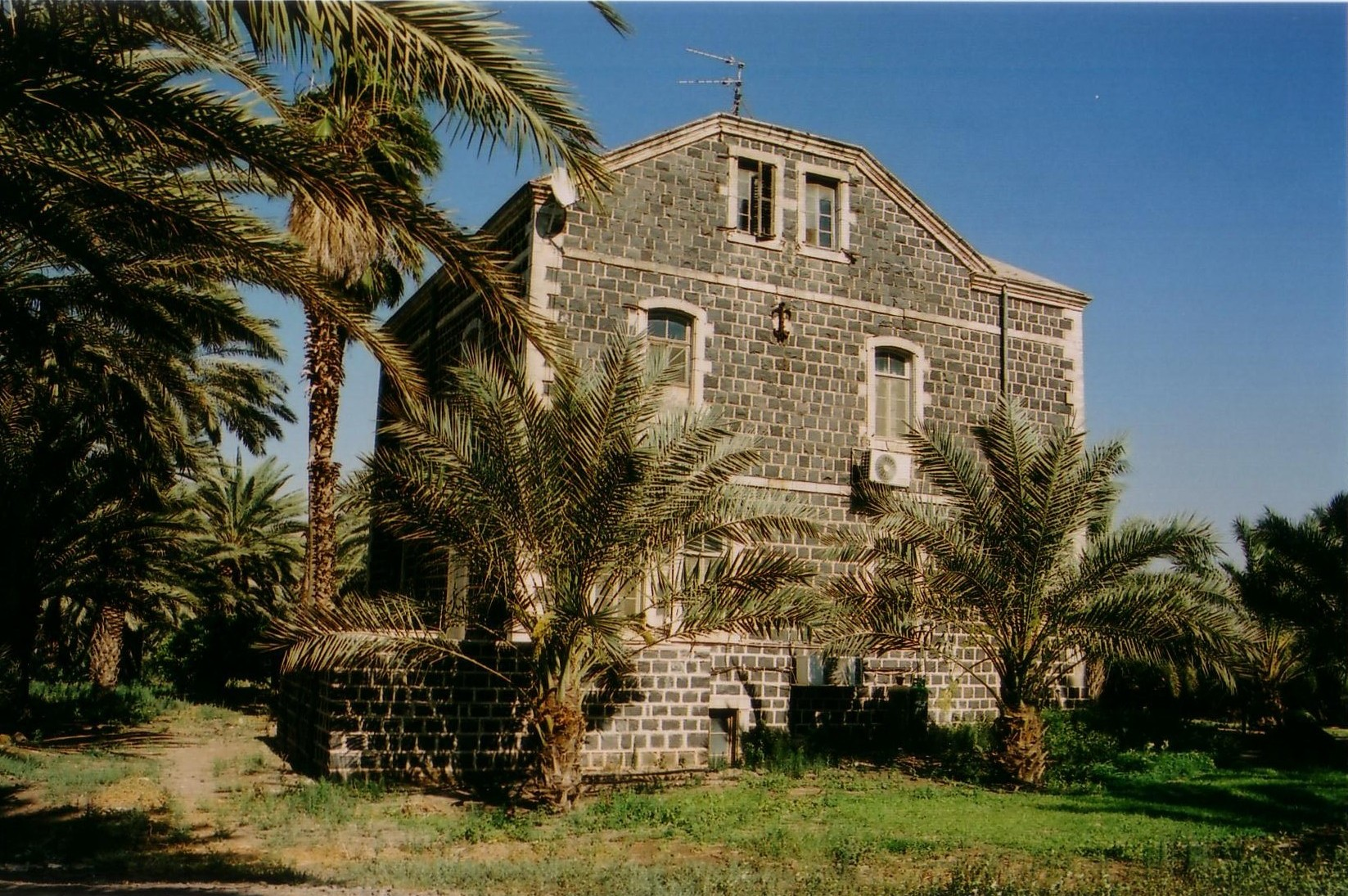
Původní zástavba z počátku 20. století

Nové obyvatelstvo osady se pak rekrutovalo z řad židovských imigrantů z druhé alije. Na rozdíl od kolektivních kibuců šlo v tomto případě o soukromě hospodařící agrární osadu typu mošava. Každá domácnost obdržela 250 dunamů (25 hektarů pozemků), tedy poměrně velkou rozlohu zemědělské půdy. Během první světové války osadu postihly represe tureckých úřadů. Místní muži byli nasazeni na nucené práce.
Na počátku britského mandátu Palestina sestávala vesnice jen z 8 zemědělských usedlostí. Pak následoval rozmach spojený s rozvojem závlahového zemědělství využívajícího vody Galilejského jezera.
Roku 1949 měla obec 290 obyvatel a rozlohu katastrálního území 4 982 dunamů (4,982 kilometrů čtverečních). V 50. letech 20. století se vesnice začala rozrůstat o nové rezidenční čtvrti situované ve svazích nad jezerem.
Od roku 1959 měla Mošava Kineret status místní rady (malého města), ale populačně se nerozvíjela a nikdy nezískala městský charakter. V rámci úsporných opatření byla proto v roce 2003 obec začleněna do Oblastní rady Emek ha-Jarden. Ekonomika Mošavy Kineret je založena na zemědělství a turistickém ruchu.

## Demografie
Obyvatelstvo Kineret (mošava) je sekulární. Podle údajů z roku 2014 tvořili naprostou většinu obyvatel v Mošava Kineret Židé (včetně statistické kategorie "ostatní", která zahrnuje nearabské obyvatele židovského původu ale bez formální příslušnosti k židovskému náboženství).
Jde o menší sídlo vesnického typu s rostoucí populací. K 31. prosinci 2014 zde žilo 635 lidí. Během roku 2014 populace stoupla o 0,3 %.
| Rok            | 1948 | 1949 | 1961 | 1972 | 1983 | 1995 | 2001 | 2003 | 2004 | 2005 | 2006 | 2007 | 2008 | 2009 | 2010 | 2011 | 2012 | 2013 | 2014 |
| -------------- | ---- | ---- | ---- | ---- | ---- | ---- | ---- | ---- | ---- | ---- | ---- | ---- | ---- | ---- | ---- | ---- | ---- | ---- | ---- |
| Počet obyvatel | 387  | 290  | 188  | 183  | 255  | 375  | 469  | 485  | 503  | 519  | 510  | 528  | 534  | 584  | 610  | 617  | 617  | 633  | 635  |